# Compsodrillia disticha
Compsodrillia disticha är en snäckart som beskrevs av Bartsch 1934. Compsodrillia disticha ingår i släktet Compsodrillia och familjen Turridae. Inga underarter finns listade i Catalogue of Life.